# Alexander U. Martens
Alexander U. Martens (* 24. Juni 1935 in Kiel; † 14. April 2014 in Darmstadt) war ein deutscher Publizist.

## Leben
Alexander Ulrich Martens (Kürzel: AUM) arbeitete viele Jahre für verschiedene deutsche Verlage und Redaktionen. Von 1964 bis 1975 war er Kommunikationschef des Börsenverein des Deutschen Buchhandels und der Frankfurter Buchmesse.  1976/1977 hatte er das Amt des stellvertretenden Generalsekretärs der Deutschen Akademie für Sprache und Dichtung in Darmstadt inne.
Von 1978 an war er 20 Jahre lang ZDF-Kulturredakteur und Moderator der Sendung aspekte und durch diese Funktion auch Mitbegründer und Jurymitglied des aspekte-Literaturpreises. Später arbeitete Martens für Reihen wie „Zeugen des Jahrhunderts“. Bis 1994 moderierte er die Sendung „Wissenschaft im Kreuzverhör“ auf 3SAT.

## Weitere Tätigkeiten
Von 1991 bis 2001 war er zudem Lehrbeauftragter für Sprach- und Literaturwissenschaften an der TU Darmstadt. Im Jahr 2000 war er Jurymitglied beim „Medienpreis für Sprachkultur“ der Gesellschaft für deutsche Sprache sowie 2001 Kuratoriumsmitglied der „Stiftung Lesen“, der Nachfolgerin der ehemaligen Deutschen Lesegesellschaft, an deren Gründung er in den 1970er Jahren beteiligt war.
Ehrenamtlich betätigte sich Martens seit 1984 als Gründungsmitglied des Lions-Clubs Darmstadt-Castrum und fungierte dort zweimal als Präsident (1996/1997 und 2003/2004). In diesem Umfeld organisierte er ein bemerkenswertes soziales Projekt: Er betrieb über viele Jahre die denkmal- und behindertengerechte Sanierung zweier 400 Jahre alter Häuser in Quedlinburg und konnte dafür auch einen Rotary-Club ins Boot holen. Martens war einer der wenigen Menschen, die hohe Auszeichnungen beider Clubs trugen. Das Quedlinburger „Haus der Lions und Rotarier“ ist heute eine Wohneinrichtung für Menschen mit Beeinträchtigungen.
Seit 2005 war er Initiator und Moderator der „Neuen Darmstädter Gespräche“ im Staatstheater Darmstadt und leitete diese mehr als fünfzig Mal.
Er lebte viele Jahre lang in Rohrbach nahe Darmstadt. Alexander U. Martens starb nach schwerer Krankheit am 14. April 2014 in Darmstadt.

## Ehrungen und Auszeichnungen
- Nach 1994: Martens war Träger des Atlantis-Kulturpreises. Atlantis Kulturpreis
- 2012 wurde er für seine langjährigen Verdienste und seinen Einsatz für Kunst und Kultur mit der Goethe-Plakette des Landes Hessen ausgezeichnet.
- 2013 erhielt er die Johann-Heinrich-Merck-Ehrung der Stadt Darmstadt.

## Veröffentlichungen (Auswahl)
- Erwin Strittmatter: „Nur, was ich weiß und fühle.“ Gespräch mit Alexander U. Martens. Hrsg. von Ingo Herrmann in der Reihe „Zeugen des Jahrhunderts“. Lamuv Verlag, Göttingen 1994, ISBN 3-88977-395-8
- Wilhelm Salber und Alexander U. Martens: „Lesen und Lesen-lassen. Zur Psychologie des Umgangs mit Büchern“ (= Schriftenreihe des Börsenvereins des Deutschen Buchhandels), ISBN 3-87318-531-8
- Heinrich Maria Ledig-Rowohlt: „Prince Henry.“ Gespräch mit Alexander U. Martens in der Reihe „Zeugen des Jahrhunderts“. Lamuv Verlag, Göttingen 1992, ISBN 978-3-88977-302-9
- Alexander U. Martens: „Heinz G. Konsalik. Portrait eines Bestseller-Autors.“ Heyne Verlag, München 1991, ISBN 978-3-453-04829-4
- Martens, Alexander U.: „Sind wissenschaftliche Bücher zu teuer?“ Hrsg. von der Arbeitsgemeinschaft wissenschaftliche Literatur e.V., Stuttgart. 1. Auflage 1976, 2. Auflage 1977.